# ارغوان رضایی
ارغوان رضایی (به فرانسوی: Aravane Rezaï) (زاده ۱۴ مارس ۱۹۸۷) بازیکن حرفه‌ای تنیس ایرانی‌تبار مقیم فرانسه و مشهور به ملکه تنیس ایران است. او تا به حال موفق به شکست دادن تنیسورهای مطرحی مانند ژوستین انه، دینارا سافینا، ماریا شاراپووا، ویکتوریا آزارنکا، فرانچسکا اسکیاوونه، کارولین وزنیاکی، فلاویا پنتا، ماریون بارتولی، یلنا یانکوویچ و آی سوگی‌یاما شد. بالاترین رده او در رتبه‌بندی جهانی رده ۱۵ بوده‌است که در ۱۱ اکتبر ۲۰۱۰ به‌دست آمد. بسیاری از مفسران ورزشی، منتقدان تنیس، بازیکنان گذشته و حال، وی را که موفق شده بسیاری از بزرگان و نامداران تنیس جهان رو شکست دهد، یکی از برترین تنیسورهای تاریخ جهان می‌دانند. رضایی با تیم ملی ایران در بازی‌های اسلامی بانوان ۲۰۰۱ و ۲۰۰۵ مدال طلا را کسب کرده‌است.
رضایی برای اولین بار در سال ۲۰۰۴ در مسابقات گرونوبل با مارتینا مولر روبرو شد و نایب قهرمانی را به دست آورد.
رضایی در اولین مسابقه قهرمانی خود در کاپ استانبول ۲۰۰۷ با شکست در مقابل النا دیمنتیوا نایب قهرمان شد. او با غلبه بر تنیس‌بازان سرشناسی چون ماریا شاراپوا و ونوس ویلیامز پدیده این مسابقات لقب گرفت اما در دیدار پایانی این مسابقات به دلیل آسیب دیدگی از ادامه دادن مسابقه خودداری کرد.
رضایی در ۸ نوامبر ۲۰۰۹ در فینال مسابقات قهرمانان انجمن تنیس زنان در مقابل ماریون بارتولی به پیروزی ارزشمندی دست یافت و کاپ قهرمانی را بالای سر برد.
رضایی در مسابقات آزاد مادرید در ۱۶ می ۲۰۱۰ توانست به مقام قهرمانی برسد، او در این رقابت‌ها به ترتیب بر ژوستین انه، کلارا زاکوپالووا، آندرئا پتکوویچ، یلنا یانکوویچ و لوسی سافارووا غلبه کرد تا پا به دیدار نهایی بگذارد و در دیدار نهایی بر ونوس ویلیامز تنیس باز آمریکایی و قهرمان تنیس دونفره ویمبلدون، تنیس آزاد استرالیا و تنیس آزاد آمریکا و برنده ۳ مدال طلای المپیک و نفر شماره دو تنیس زنان غلبه کرد تا عنوان قهرمانی را به دست آورد. رضایی پس از این مسابقات در آخرین رتبه‌بندی تنیس بازان جهان با پنج پله صعود در رده ۱۶ ایستاد. با این وجود او تا ماه می سال ۲۰۱۰ در هیچ‌یک از گرنداسلمها به جمع هشت نفر برتر، راه پیدا نکرده‌است. رضایی در ۱۰ ژوئیه ۲۰۱۰ به فینال مسابقات آزاد سوئد رسید و بر گیسلا دالکو شماره یک تنیس سال ۲۰۱۰ زنان غلبه کرد. رضایی در همین سال در سینسیناتی مسترز حضور پیدا کرد. رضایی در آخرین مسابقه خود در آزاد تگزاس نایب قهرمان شد.

## عملکرد حرفه‌ای سالیانه
وی در سال ۲۰۰۳ برای اولین حضور خود در مسابقات بین‌المللی از سوی فدراسیون جهانی تنیس در فرانسه دعوت شد. رضایی در سال ۲۰۰۶ در یک‌چهارم فینال در پالرمو، هاسسلت و کلکتا؛ دورهٔ سوم در آزاد فرانسه و دورهٔ چهارم در آزاد آمریکا به ردهٔ ۴۹ در رده‌بندی تنیس انجمن تنیس زنان جهان رسید. نقطهٔ اوج وی در سال ۲۰۰۷، با شکست ماریا شاراپووا در استانبول شکل گرفت. او بعد از رسیدن به دورهٔ سوم در ویمبلدون و دورهٔ دوم در آزاد آمریکا، برای اولین بار در هر چهار گرَند اسلم در یک سال شرکت کرد و در سال ۲۰۰۸ به دورهٔ دوم آزاد اوکلند رسید. رضایی در امتداد نتایج خود در سال ۲۰۱۰ به ردهٔ ۲۱ رده‌بندی فدراسیون جهانی تنیس رسید.

## زندگی شخصی
پدر ارغوان، ارسلان رضایی که خودش مکانیک اتومبیل بود نقش مربی او را دارد. تنیس را در سن ۸ سالگی آغاز کرد. مادر او نوشینه که تن درمان کار است همیشه همراه ارغوان سفر می‌کند. ارغوان دارای یک برادر و یک خواهر است. او به سه زبان فارسی، انگلیسی و فرانسوی مسلط است و غذای مورد علاقه او کباب است. خودش می‌گوید که اگر تنیس بازی نمی‌کرد، دنبال تحصیلات فیزیک نجومی می‌بود، که حتماً بعد از اتمام تنیس حرفه‌ای آن کار را خواهد کرد.

### حاشیه سیاسی
ارغوان رضایی، چندین بار به ایران سفر کرده‌است. او در مراسمی که برای تقدیر از ایرانیان خارج از برگزار شده بود، راکت‌های خود را به محمود احمدی‌نژاد، رئیس‌جمهور هدیه کرد. این صحنه در فیلم تبلیغاتی محمود احمدی‌نژاد برای انتخابات ریاست جمهوری دهم به نمایش درآمد. ویدئوی صحبت‌های او از شبکه‌های ماهواره‌ای دولت ایران پخش شد. پدر وی در گفتگویی با بی‌بی‌سی فارسی اعلام کرد: «ارغوان این دو راکت را به آقای احمدی‌نژاد نداد، به ملت ایران داد. او این راکت‌ها را به مردم ایران به این خاطر داد که بگوید من با این راکت‌ها در میدان‌ها می‌جنگم و الا آقا احمدی‌نژاد یک کسی هست که تمام می‌شود و می‌رود، اما این راکت‌های تنیس برای ملت ایران است.»
در مصاحبه دیگری که از سایت فرارو منتشر شد، ارغوان رضایی در رابطه با اهدا کردن راکت‌های تنیسی به احمدی‌نژاد گفت: «ما را به یک مهمانی دعوت کردند. به عنوان یک نخبه ایرانی دعوت شده بودم و باید کاری می‌کردم و آن راکت‌ها را دادم. من آن راکت‌ها را به مردم ایران کادو کرده بودم و اصلاً این نبود که من این کار را برای شخص خاصی انجام داده باشم.»
در ادامه ارغوان رضایی در پاسخ به این سؤال که چرا همان زمان این موضوع را تکذیب نکردید، گفت: «من همان زمان هم عنوان کردم که این به مردم ایران تعلق دارد. اجازه بدهید من داستان را برای شما توضیح بدهم. ما را به عنوان یک نخبه ایرانی خارج از کشور دعوت کردند. من هم گفتم وقتی دعوت می‌کنند یک کادویی تهیه کنم. درست است که فرانسه بهترین عطرهای دنیا را دارد ولی من که نمی‌توانستم عطر کادو بدهم. من به دیدن کسی می‌رفتم که رئیس‌جمهور ایران بود. کاری ندارم که چه شخصی رئیس‌جمهور بوده و هر کسی هم جای احمدی‌نژاد بود این کار را انجام می‌دادم. من اصلاً دنبال کار سیاسی نیستم. همان زمان هم به آقای احمدی‌نژاد گفتم که این راکت‌ها برای من خیلی باارج از کشور نسبت به او تند بوده، به‌طوری‌که خودش گفت: «درگیری‌های زیادی پیدا کردیم و خیلی به ما توهین کردند. آن‌ها در انتخابات از کادوی من سوء استفاده کردند و این برای من گران تمام شده بود. خیلی به ما توهین کردند. هر چی خواستند بگویند به ما گفتند. این کار دموکراسی واقعی نبود. من گفتم که این راکت‌ها متعلق به مردم ایران است و برای مردم ایران جنگیدم ولی متأسفانه از حرف‌های من سوء استفاده شد. ایرانی‌های هر کشوری که می‌رفتم از من در این باره می‌پرسیدند و مجبور بودم برای همه توضیح بدهم. آخر من در این ماجرا ذی‌نفع نبودم.»
ارغوان رضایی در رابطه با رانندگی مردم ایران نیز گفت: «رانندگی مردم ایران واقعاً وحشتناک است. همیشه می‌گوییم که ما ایرانی‌ها به بزرگترهای خودمان احترام می‌گذاریم آنوقت من یک سؤال دارم، پس چرا هنگام رانندگی هیچ‌کدام به دیگری احترام نمی‌گذاریم؟»

### شکایت از پدر
در ژوئن ۲۰۱۱ خبرگزاری‌های فارسی به نقل از پایگاه خبری سوپراسپارت نقل کردند که ارغوان رضایی از پدرش ارسلان رضایی به اتهام اخاذی شکایت کرده و در آن شکایت به «اذیت و آزار، خشونت و تهدید به مرگ» از طرف پدرش نیز اشاره کرده اما گزارش‌های اولیه از نبود شواهدی برای اثبات این مدعا حکایت می‌کردند. پیش از این هم پدر ارغوان رضایی در برخوردی با دوست پسر ارغوان وی را به برخورد فیزیکی تهدید کرده بود و به همین خاطر از حضور در ورزشگاه‌ها منع شده بود.

## فینال قابل توجه

### مسابقات نهایی قهرمانان

#### تک نفره: (عنوان اول)
| نتیجه | سال  | قهرمانی | سطح | حریف           | امتیاز |
| ----- | ---- | ------- | --- | -------------- | ------ |
| برنده | ۲۰۰۹ | بالی    | سخت | ماریون بارتولی | ۷–۵    |

### برتر اتحادیه تنیس زنان

#### تک نفره: ۱ (عنوان اول)
| نتیجه | سال  | قهرمانی | سطح    | حریف         | امتیاز   |
| ----- | ---- | ------- | ------ | ------------ | -------- |
| برنده | ۲۰۱۰ | مادرید  | خاک رس | ونوس ویلیامز | ۶–۲، ۷–۵ |

## حرفه نهایی در انجمن تنیس زنان

### انفرادی: ۷ (۴ قهرمان، ۳ نایب قهرمان)
| برنده - شرح                       |
| --------------------------------- |
| مسابقات گراند اسلم (۰–۰)          |
| تور قهرمانی انجمن تنیس زنان (۰–۰) |
| مسابقات قهرمانان (۱–۰)            |
| درجه ۱ / برتر اجباری (۱–۰)        |
| درجه ۲ / برتر (۰–۰)               |
| درجه ۳، ۴، ۵ / بین‌المللی (۲–۳)    |

| عنوان‌ها بر پایه سطح |
| ------------------- |
| سخت (۱–۲)           |
| چمن (۳–۱)           |
| خاک رس (۰–۰)        |
| فرش (۰–۰)           |

| نتیجه       | شماره. | تاریخ         | قهرمانی                                   | سطح    | حریف در فینال   | امتیاز در فینال         |
| ----------- | ------ | ------------- | ----------------------------------------- | ------ | --------------- | ----------------------- |
| نایب قهرمان | ۱.     | ۲۶ مه ۲۰۰۷    | کاپ استانبول، استانبول، ترکیه             | خاک رس | النا دیمنتیوا   | ۶–۷(۵–۷), ۰–۳، خیساندن. |
| نایب قهرمان | ۲.     | ۵ ژانویه ۲۰۰۸ | آزاد اوکلند، اوکلند، نیوزلند              | سخت    | لیندسی داونپورت | ۲–۶، ۲–۶                |
| برنده       | ۱.     | ۱۸ مه ۲۰۰۸    | بین‌المللی داستراسبورگ، استراسبورگ، فرانسه | خاک رس | لوسی هرادسکا    | ۷–۶(۲), ۶–۱             |
| برنده       | ۲.     | ۸ نوامبر ۲۰۰۹ | قهرمانان انجمن تنیس زنان، بالی، اندونزی   | سخت    | ماریون بارتولی  | ۷–۵، خسیاندن.           |
| برنده       | ۳.     | ۱۶ مه ۲۰۱۰    | آزاد مادرید، مادرید، اسپانیا              | خاک رس | ونوس ویلیامز    | ۶–۲، ۷–۵                |
| برنده       | ۴.     | ۱۰ ژوئیه ۲۰۱۰ | آزاد سوئد، باشتاد، سوئد                   | خاک رس | گیسلا دالکو     | ۶–۳، ۴–۶، ۶–۴           |
| نایب قهرمان | ۳.     | ۲۷ اوت ۲۰۱۱   | آزاد تگزاس، دالاس، ایالات متحده آمریکا    | سخت    | زابینه لیزیکی   | ۲–۶، ۱–۶                |

### دور نهایی فدراسیون بین‌المللی تنیس زنان: ۱۲ (۸–۴)
| $۱۰۰٬۰۰۰ مسابقات |
| $۷۵٬۰۰۰ مسابقات  |
| $۵۰٬۰۰۰ مسابقات  |
| $۲۵٬۰۰۰ مسابقات  |
| $۱۰٬۰۰۰ مسابقات  |

| نتیجه       | شماره. | تاریخ          | مسابقه          | سطح    | حریف در فینال    | نتیجه       |
| نایب قهرمان | ۱.     | ۱۹ ژانویه ۲۰۰۴ | گرونوبل         | سخت    | مارتینا مولر     | ۵–۷، ۱–۶    |
| برنده       | ۱.     | ۱۱ اکتبر ۲۰۰۴  | کاستل گاندولفو  | خاک رس | آنا فلوریس       | ۳–۶ ۶–۲ ۷–۵ |
| برنده       | ۲.     | ۲۴ اکتبر ۲۰۰۴  | ستیمو سان پیترو | خاک رس | لیانا آنگور      | ۶–۳ ۶–۴     |
| برنده       | ۳.     | ۱۴ مارس ۲۰۰۵   | رم              | خاک رس | ماریا پنکووا     | ۶–۲ ۶–۳     |
| برنده       | ۴.     | ۹ مه ۲۰۰۵      | سن گودن         | خاک رس | استفانی گرلین    | ۶–۴ ۲–۶ ۶–۲ |
| نایب قهرمان | ۲.     | ۱۵ اوت ۲۰۰۵    | کویمبرا         | سخت    | مونیکا نیکولسکو  | ۳–۶، ۱–۶    |
| برنده       | ۵.     | ۷ مارس ۲۰۰۶    | تلده            | خاک رس | ماگوی سرنا       | ۶–۴ ۶–۱     |
| نایب قهرمان | ۳.     | ۱۴ مارس ۲۰۰۶   | فوئرته‌ونتورا    | سخت    | الیز تامیلا      | ۳–۶ ۶–۳ ۳–۶ |
| برنده       | ۶.     | ۲۰ نوامبر ۲۰۰۶ | پواتیه          | سخت    | ایوانا لیسیاک    | ۷–۶ (۷) ۶–۱ |
| قهرمان      | ۷.     | ۱۸ نوامبر ۲۰۰۷ | دوویل           | خاک رس | کریستن فلیپکنز   | ۶–۴ ۶–۳     |
| نایب قهرمان | ۴.     | ۸ ژوئیه ۲۰۱۲   | میدل‌بورخ        | خاک رس | کریستن فلیپکنز   | ۱–۶، ۰–۶    |
| برنده       | ۸.     | ۱۶ ژوئیه ۲۰۱۲  | کنترسویل        | خاک رس | ایوونه مویسبورگر | ۶–۳ ۲–۶ ۶–۳ |

## عملکرد جدول زمانی
| آزاد استرالیا             |            |                                | 1R                             | 3R                             | 1R                                  | 2R  | 1R  | 1R  | A   | LQ | ۰ / ۶  | ۳–۶   |
| آزاد فرانسه               | 2R         | آزاد فرانسه ۲۰۰۶ - تک‌نفره زنان | آزاد فرانسه ۲۰۰۷ - تک‌نفره زنان | 1R                             | 4R                                  | 3R  | 1R  | 1R  | 1R  |    | ۰ / ۹  | ۸–۹   |
| ویمبلدون                  |            |                                | 3R                             | 1R                             | قهرمانی ویمبلدون ۲۰۰۹ - تک‌نفره زنان | 2R  | 1R  | LQ  | LQ  |    | ۰ / ۵  | ۴–۵   |
| آزاد آمریکا               |            | 4R                             | 2R                             | آزاد آمریکا ۲۰۰۸ - تک‌نفره زنان | آزاد آمریکا ۲۰۰۹ - تک‌نفره زنان      | 2R  | 1R  | LQ  | A   |    | ۰ / ۶  | ۶–۶   |
| پیروزی-باخت               | ۱–۱        | ۵–۲                            | ۳–۴                            | ۳–۴                            | ۴–۴                                 | ۵–۴ | ۰–۴ | ۰–۲ | ۰–۱ |    | ۰ / ۲۶ | ۲۱–۲۶ |
| مسابقات قهرمانی پایان سال |            |                                |                                |                                |                                     |     |     |     |     |    |        |       |
| قهرمانی وی تی ای تور      |            |                                |                                |                                |                                     |     |     |     |     |    | ۰ / ۰  | ۰–۰   |
| لیگ انجمن تنیس زنان       |            |                                |                                |                                |                                     |     |     |     |     |    |        |       |
| ایندیانا ولز              |            |                                | 1R                             | 2R                             | LQ                                  | 4R  | 3R  | LQ  | A   |    | ۰ / ۳  | ۳–۳   |
| آزاد سونی اریکسون         |            |                                | 1R                             | 1R                             | 1R                                  | 2R  | 2R  | LQ  | A   |    | ۰ / ۴  | ۰–۴   |
| آزاد مادرید               | Not Held   | Not Held                       | Not Held                       | Not Held                       | 2R                                  | W   | 1R  | A   | LQ  |    | ۱ / ۲  | ۷–۱   |
| آزاد چین                  | Not Tier I | Not Tier I                     | Not Tier I                     | Not Tier I                     | 1R                                  | 1R  | A   | A   | A   |    | ۰ / ۲  | ۰–۲   |
| لیگ انجمن تنیس زنان       |            |                                |                                |                                |                                     |     |     |     |     |    |        |       |
| دبی                       | Not Tier I | Not Tier I                     | Not Tier I                     | Not Tier I                     |                                     |     |     | 2R  | A   |    | ۰ / ۱  | ۱–۱   |
| بین‌المللی رم              |            |                                | 1R                             |                                | 2R                                  | 2R  | A   | A   | A   |    | ۰ / ۳  | ۲–۳   |
| سینسیناتی                 | Not Tier I | Not Tier I                     | Not Tier I                     | Not Tier I                     | 1R                                  | 1R  | A   | LQ  | A   |    | ۰ / ۲  | ۰–۲   |
| راجرز کاپ                 |            |                                | 1R                             | 1R                             | 3R                                  | 2R  | LQ  | 1R  | A   |    | ۰ / ۵  | ۳–۵   |
| پان پاسیفیک توکیو         |            |                                |                                | 1R                             | 2R                                  | 2R  | LQ  | A   | A   |    | ۰ / ۳  | ۲–۳   |
| آمار حرفه‌ای               |            |                                |                                |                                |                                     |     |     |     |     |    |        |       |
| عنوان مقام دوم            | ۰–۰        | ۰–۰                            | ۰–۱                            | ۰–۱                            | ۲–۰                                 | ۲–۰ | ۰–۱ | ۰–۰ | ۰–۰ |    | ۴–۳    |       |
| رتبه‌بندی پایان سال        | ۱۸۹        | ۴۹                             | ۸۰                             | ۷۴                             | ۲۶                                  | ۱۹  | ۱۱۳ | ۱۶۹ | ۵۱۳ |    |        |       |

## سبک بازی
ارغوان رضایی دارای ضربه‌های سخت با قدرت بسیار زیاد است که اغلب بازیکنان که در مقابل او قرار می‌گیرند به این نکته استناد می‌کنند.